# سارة هاريسون
سارة هاريسون (بالإنجليزية: Sarah Harrison)‏ من مواليد عام 1982، هي صحفية وباحثة قانونية بريطانية. زادت شهرتها على الصعيد العالمي بعدما عملت في قِسم التحرير في ويكيليكس. تتمثل مهمتها بالأساس في الدفاع بشكل قانوني عن ويكيليكس كما تُعدّ مستشارة جوليان أسانج. ساعدت هاريسون السيّد إدوارد سنودن كاشِف فساد وكالة الأمن القومي الأمريكية حيثُ ذهبت معه في رحلة من هونغ كونغ إلى موسكو في الوقتِ الذي كانت ترغبُ حكومة الولايات المتحدة إلقاء القبض عليه.

## المسيرة المهنية
وُلدت هاريسون لإيان جنيفر هاريسون وهو مدير تنفيذي في شركة ملابس صغيرة. حضرت هاريسون في شبابها مدرسة سيفينوكس الخاصة؛ ثم تقدمت لامتحانات البكالوريا الدولية ونجحت فيها قبلَ أن تحصلَ على سنة استراحة قضتها في السفر وتعلم التزلج. درست اللغة الإنجليزية في كلية كوين ماري بجامعة لندن وواصلت في نفسِ الوقت سفرها وعملها كصحفية مبتدئة. بحلول عام 2009؛ أصبحت هاريسون باحثة متدربة في مركز الصحافة الاستقصائية في جامعة سيتي بلندن التي تدرب الصحفيين. أصبحت في العام الموالي أصغر باحثة في مكتب الصحافة الاستقصائية قبلَ أن تتخرج بشهادة مرموقة من جامعة سيتي في لندن.

## ويكيليكس
كمتدربة في المركز؛ ساعدت هاريسون جوليان أسانج في تسريب وثائق حرب أفغانستان. ساعدت كذلك في تسريب ملفات تتعلقُ بحرب العراق كما عملت على كشف كل هذا في عددٍ من الأفلام الوثائقية التلفزيونية. بعد الخلاف الذي نشبَ بين دانيال دومشايت بيرغ ومُؤسّس ويكيليكس أسانج؛ زاد دور هاريسون في المنظمة ولا سيما دورها في جمع كل المعلومات في سفار كابل هذا فضلا عن خوضها لمعركة قانونية ضد تسليم المجرمين في السويد. في الوقت الحالي؛ تشغلُ هاريسون منصبَ محررة في ويكيليكس كما تهتم بكل الأمور القانونية بالتوازي مع عملها كمستشارة لأسانج.

### إدوارد سنودن
نشرت ويكيليكس تقريرًا في 24 يونيو 2013 ذكرت فيه «هاريسون رافقت إدوارد سنودن المطارد من قبلِ وكالة الأمن القومي وذلك في رحلة على مثنِ طائرة متجهة من هونغ كونغ إلى موسكو بهدف الحصول على لجوء سياسي لدى روسيا لسنودن.» حينها أثارَ تصرف هاريسون ضجة في الولايات والمملكة المتحدة خاصة بعدما نشرت جريدة الغارديان مقالًا ذكرت فيه أنّ اختيار ويكيليكس لهاريسون من أجل موافقة إدوارد كانَ أمرًا خاطئًا وغريبًا في ظل افتقارها للمؤهلات القانونية بالمقارنة مع غيرها من موظفي ويكيليكس مثل المحامية والحقوقية جنيفر روبنسون. بحلول الواحد من آب/أغسطس 2013؛ رافقت هاريسون السيدَ سنودن من مطار شيريميتيفو الدولي في موسكو بعد أن حصلَ على لجوء مؤقت لمدة سنة واحدة. تحدثت هاريسون في عام 2014 عن دعمها لمساعي ويكيليكس قائلة: «أعظم مساءلة هي مساءلة السلطات اليوم في الولايات المتحدة ... تلكَ الدولة القائِمة على الديموقراطية!» تقود هاريسون كذلك منظمة خيرية تعملُ على تقديم الدعم للحقوقيين والمخبرين وكاشفي الأسرار في جميع أنحاء العالم بما في ذلك إدوارد سنودن نفسه.

## جائزة
- نالت هاريسون جائزة ويلي براندت التابعة لجائزة نوبل للسلام في عام 2015.[11][12]

## روابط خارجية
- سارة هاريسون على موقع مونزينجر (الألمانية)